# 美洲虎纹凤蝶
美洲虎纹凤蝶（学名：Papilio glaucus)，又名北美大黄凤蝶，是鱗翅目凤蝶科下的一种蝴蝶，分布于北美洲东部
。

## 描述
兩性異形。雄蝶翅面是黄色加黑条虎纹。雌蝶有两型： 一型也是黄色如雄蝶，另一型上面是暗黑色
。

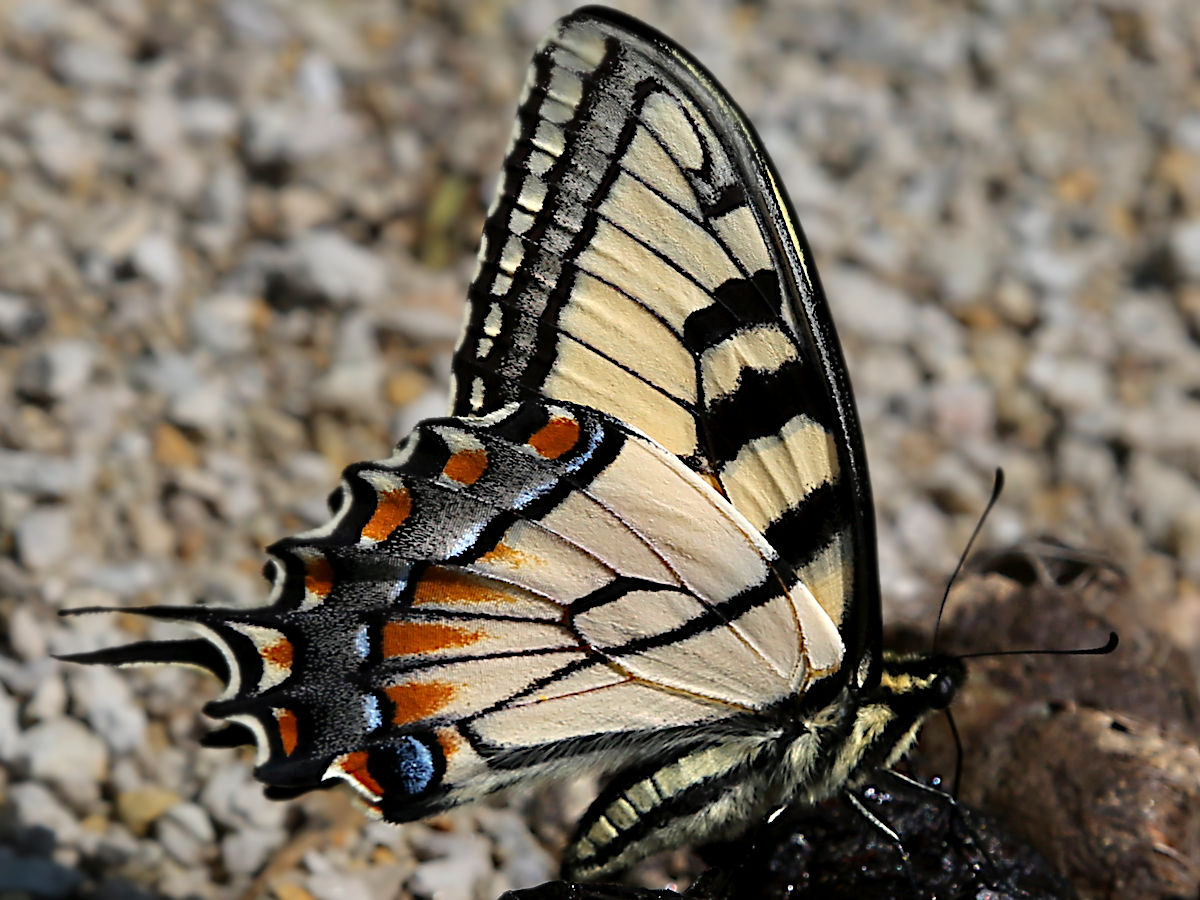
雄蝶翅底
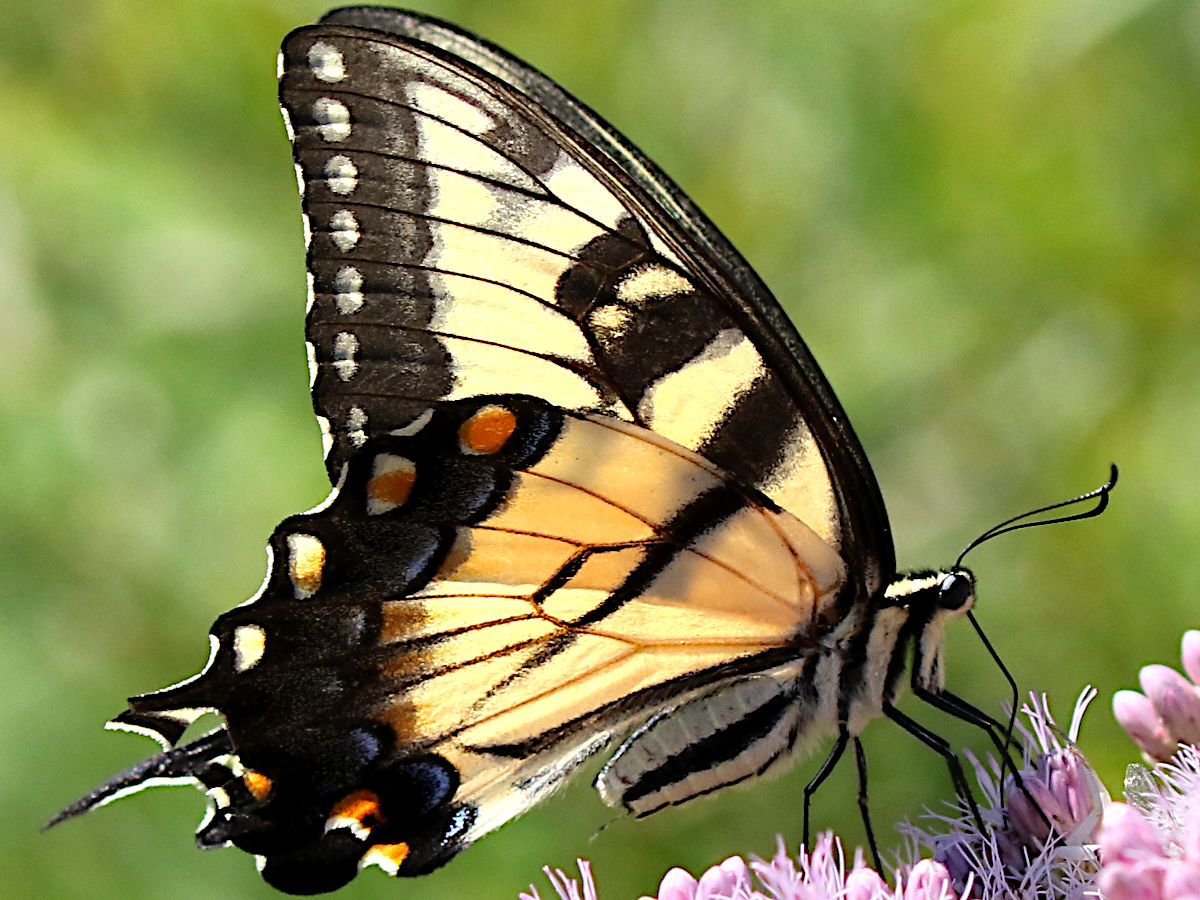
雌蝶翅底
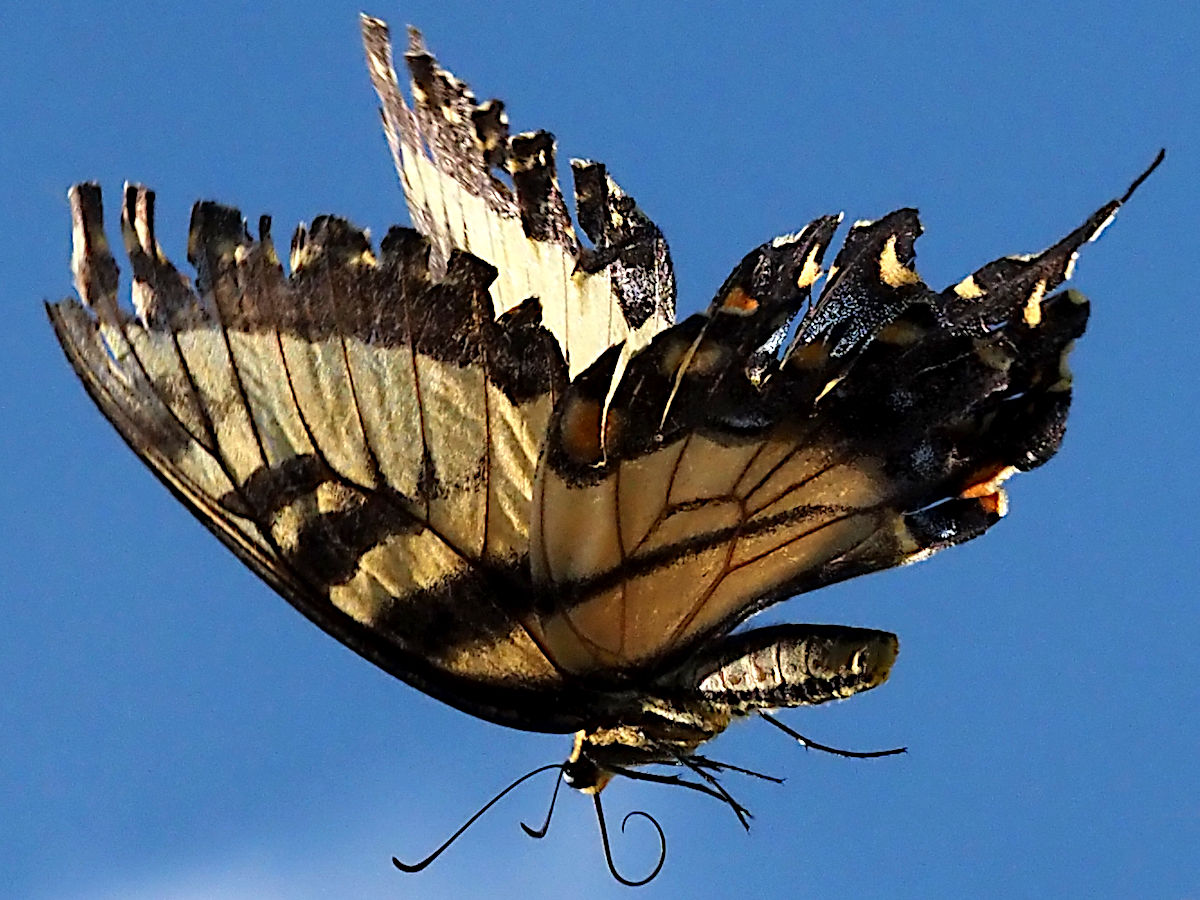
雌蝶飞行
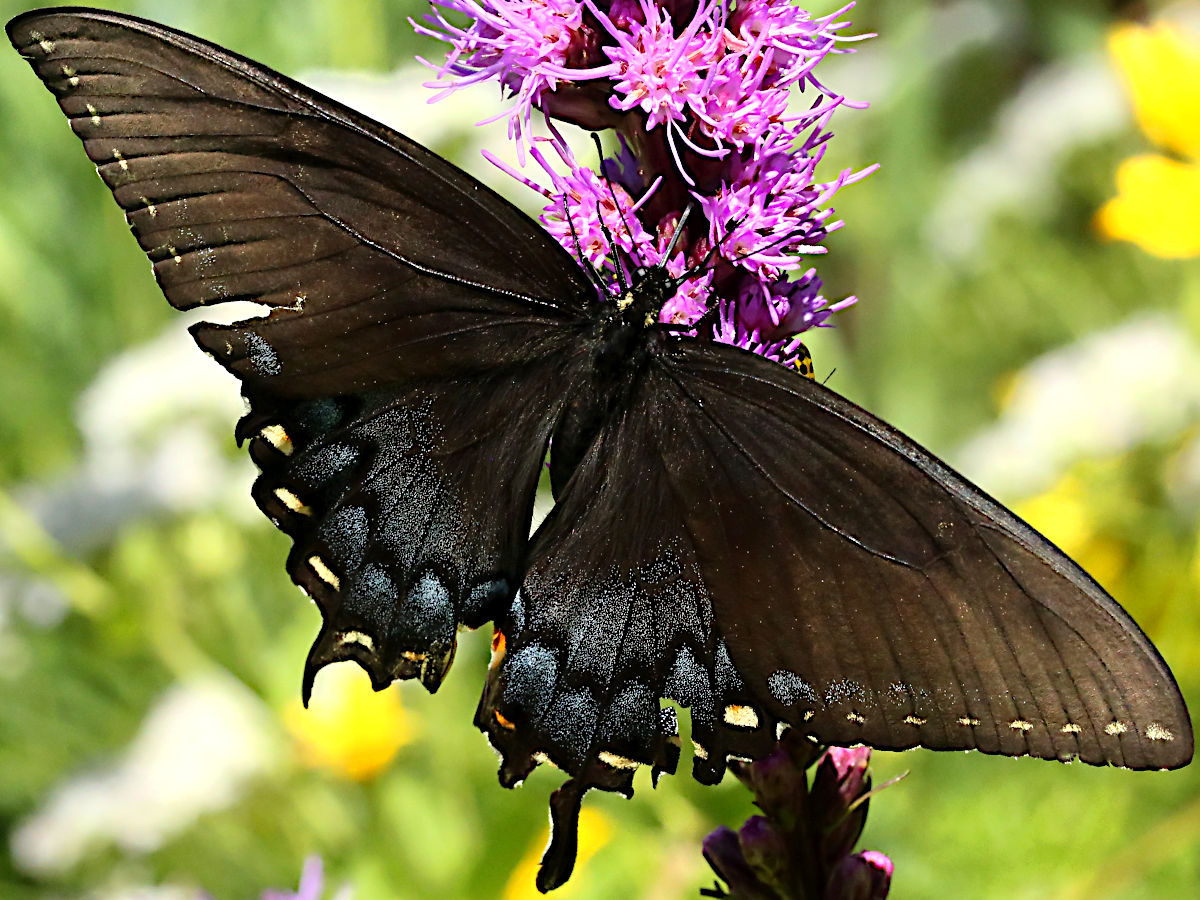
雌蝶黑型
- 雄蝶趋泥行为